# Parabel (kurva)

En parabel. F är brännpunkten (focus), I är styrlinjen (directrix) och A är extrempunkten (vertex). Avståndet till brännpunkten är lika med avståndet till styrlinjen för varje punkt på parabeln.

En parabel är den geometriska orten för punkter i ett plan vilkas avstånd till en given punkt (brännpunkten eller fokus) och till en given rät linje (styrlinjen) är lika. En parabelkurva kan även fås som ett kägelsnitt och därmed en andragradskurva. Parabeln är en av de elliptiska funktionerna.
En parabel med lodrät symmetrilinje och vertex i origo kan beskrivas med en andragradsfunktion y = x2/4a, där a är avståndet från vertex till brännpunkten.
Alla inkommande strålar i parabelns plan som infaller i parabelns öppna del och som är parallella med parabelns symmetrilinje reflekteras mot samma punkt, brännpunkten. Denna ligger på symmetriaxeln ett kort stycke från parabelns vertex.
Om den tvådimensionella parabeln roteras kring sin symmetriaxel genereras mantelytan till en tredimensionell rotationsparaboloid, där alla strålar i rummet, inkommande i paraboloidens öppna del och parallellt med rotationsaxeln fokuseras till paraboloidens brännpunkt. Denna egenskap gör paraboloiden till en bra form för antenner, såväl för mottagning som för sändning. Sådana antenner borde rätteligen kallas paraboloidantenner, men i slarvigt tal har detta förkortats till parabolantenner, vilket vunnit burskap i svenska språket. Motsvarande språkbruk förekommer även i en del andra språk, till exempel tyska Parabole och engelska parabola. På franska däremot är uttrycket paraboloïde.
Kastparabeln kan beskriva alla kaströrelser i ett gravitationsfält (vid försumbar energiförlust i det medium där rörelsen försiggår, till exempel luftmotstånd). Avvikelserna kommer tydligt fram i kulbanan för skjutvapen. (Se ballistik.)